# Rhonda Blades
Rhonda Blades, coniugata Brown (Springfield, 29 ottobre 1972), è un'ex cestista e allenatrice di pallacanestro statunitense, professionista nella WNBA.

## Carriera
Ha disputato una stagione con le New York Liberty e una con le Detroit Shock.